# Deisenhausen
Deisenhausen är en kommun och ort i Landkreis Günzburg i Regierungsbezirk Schwaben i förbundslandet Bayern i Tyskland.
Kommunen ingår i kommunalförbundet Krumbach (Schwaben) tillsammans med kommunerna Aletshausen, Breitenthal, Ebershausen, Waltenhausen och Wiesenbach.